# 전주비행장
전주비행장(全州飛行場, IATA: CHN, ICAO: RKJU)은 전북특별자치도 전주시에 위치한 군용 비행장으로, 전주 에코시티가 들어선 송천동 구 전주비행장을 대신해 도도동에 들어선 새 비행장이다. 

## 같이 보기
- 군산공항
- 김제공항